# Suckowitz

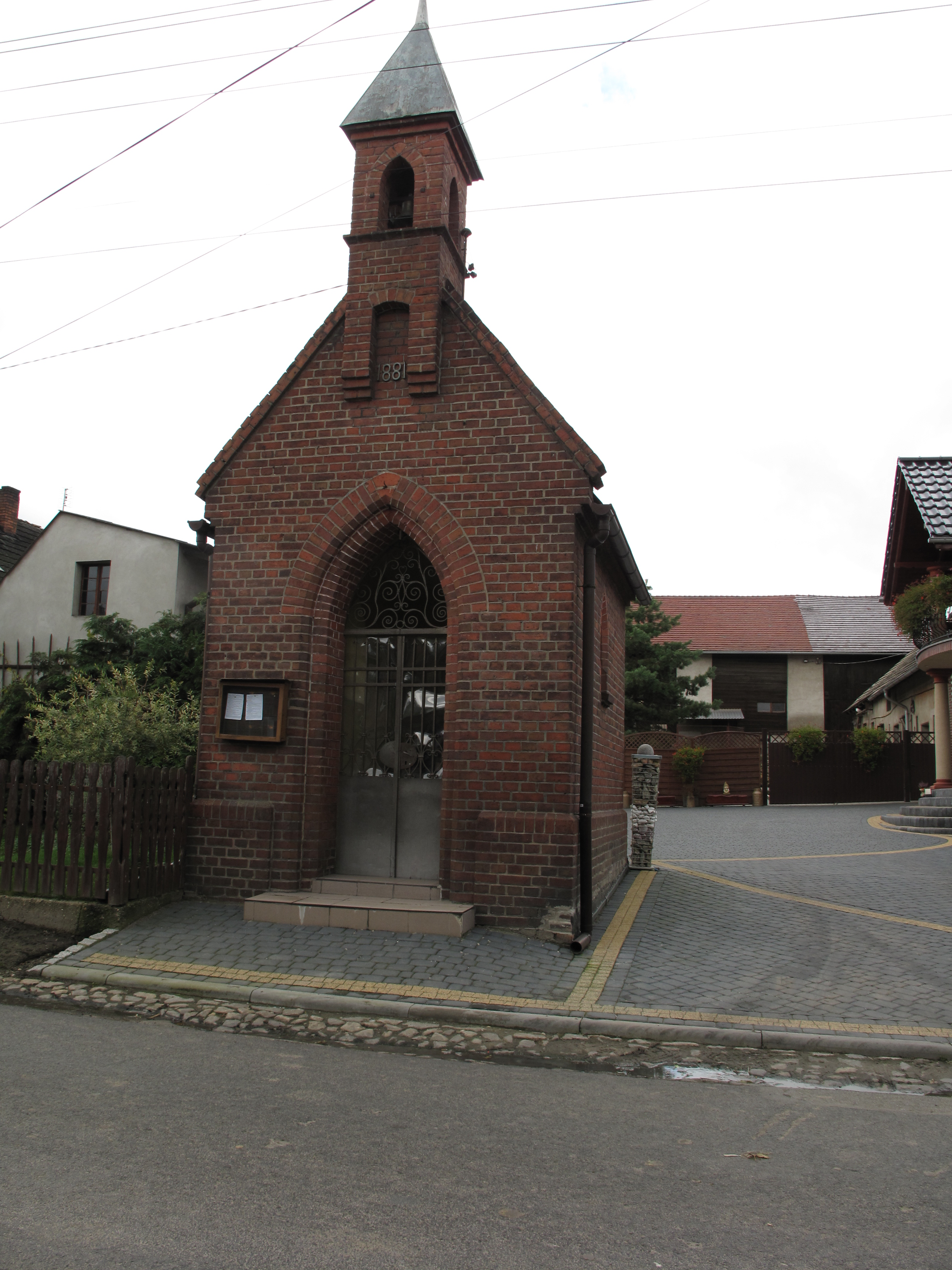
Kapelle in Sukowice

Suckowitz (polnisch Sukowice) ist ein Ort in der Landgemeinde Czissek (Cisek) im Powiat Kędzierzyńsko-Kozielski der Woiwodschaft Opole (Oppeln) in Polen.

## Geographie
Suckowitz liegt drei Kilometer südwestlich von Czissek, zehn Kilometer südlich von Kędzierzyn-Koźle und 48 Kilometer südlich von Opole (Oppeln) in Polen.

## Geschichte
„Sukowitz“ 1402 entstand als Vorwerk eines Rittergutes. Erstmals urkundlich erwähnt wurde es im Jahr 1293 als „Sucowicz“.
Bei der Volksabstimmung am 20. März 1921 stimmten 137 Wahlberechtigte für einen Verbleib bei Deutschland und 72 für Polen. Suckowitz verblieb beim Deutschen Reich. Ab 1933 führten die neuen nationalsozialistischen Machthaber groß angelegte Umbenennungen von Ortsnamen slawischen Ursprungs durch. 1936 wurde der Ort in Mühlengrund umbenannt. Bis 1945 befand sich der Ort im Landkreis Cosel.
Infolge des Zweiten Weltkrieges kam der Ort 1945 unter polnische Verwaltung, wurde in Sukowice umbenannt und der Woiwodschaft Schlesien angeschlossen. 1950 wurde der Ort Teil der Woiwodschaft Opole und 1999 des wiedergegründeten Powiat Kędzierzyńsko-Kozielski. Am 11. Oktober 2007 erhielt der Ort zusätzlich den amtlichen deutschen Ortsnamen Suckowitz, im September 2008 wurden zweisprachige Ortsschilder aufgestellt.
2017 wurden auf einem Acker bei Suckowitz an der Straße nach Langlieben ein Massengrab mit den Gebeinen von etwa 100 gefallenen deutschen Soldaten vom Ende des Zweiten Weltkriegs freigelegt. Die exhumierten Gebeine sollen zum Deutschen Soldatenfriedhof Groß Nädlitz bei Breslau umgesetzt werden.